# Royal Horticultural Society
La Royal Horticultural Society, (RHS) est fondée en 1804 à Londres, en Angleterre, sous le nom de The Horticultural Society of London. Son nom actuel lui est octroyé par une charte royale signée par le prince Albert en 1861.
Cette organisation à but non lucratif a pour but de promouvoir le jardinage et l’horticulture au Royaume-Uni et en Europe. Elle organise une série d’expositions florales et l’installation de nombreux jardins ouverts au public.
La société possède quatre jardins principaux en Angleterre : le jardin botanique de Wisley dans le Surrey, le jardin Rosemoor dans le Devon, le jardin Hyde Hall dans l’Essex et le jardin Harlow Carr dans le comté de Yorkshire.
La manifestation florale la plus connue est l'exposition florale de Chelsea qui se tient chaque année à Londres. Deux autres expositions sont organisées, la première dans le parc Tatton dans le Cheshire et la seconde dans le parc du château de Hampton Court. La société organise chaque année le concours Britain in Bloom (en) des villes les plus fleuries du pays.
Elle possède des bureaux au 80 Vincent Square, à Londres. Sa riche bibliothèque s’est constituée grâce au legs de celle de John Lindley (1799-1865).

## Prix et distinctions

### Médaille Victoria de l'honneur
La médaille Victoria de l'honneur, distinction créée en 1897, est décernée aux 63 personnalités les plus importantes de l’horticulture britannique.

### Award of Garden Merit
Il existe plus de 100 000 plantes ornementales. Une part intrinsèque du travail de la Société royale d’horticulture a été, depuis sa fondation, de mener des essais afin de déterminer les meilleurs cultivars dignes de recevoir un Award of Garden Merit. Le prix indique que la plante est recommandée par la RHS après des périodes d’essais menés dans les jardins de la  RHS, le plus souvent à Wisley et après l’accord favorable des commissions. C’est l’ensemble du règne végétal qui est ainsi passé sous l’œil expert de la RHS : arbres, arbustes, plantes annuelles, bisannuelles, vivaces, fougères, légumes, etc.
L’Award of Garden Merit est une valeur pratique pour le jardinier amateur. Il doit correspondre à des critères bien définis :
- la plante doit avoir une valeur exceptionnelle pour la décoration du jardin amateur ou pour l’usage,
- elle doit être disponible,
- elle doit être d’une bonne constitution,
- elle ne demande pas de compétence particulière en vue de sa croissance ou de ses soins,
- elle ne doit pas être d’une sensibilité particulière aux ravageurs et aux maladies,
- et enfin elle doit être stable dans son développement végétatif et dans ses floraisons.

Quelles que soient la taille du végétal, sa rusticité, de la plante la plus rustique à celle devant être menée sous serre, et son utilisation, de la pure plante d’ornement aux légumes ou aux fruits, le but du prix est toujours le même : recommander la meilleure plante disponible pour le jardinier amateur.

## Liste des dirigeants
| Identité                                           | Période | Période | Durée |
| Identité                                           | Début   | Fin     | Durée |
| -------------------------------------------------- | ------- | ------- | ----- |
| Sir Nicholas Bacon, 14th Baronet (en) (né en 1953) | 2013    | 2020    | 7 ans |
| Keith Weed (en) (né en 1961)                       | 2020    |         |       |